# Vanzijlia
Vanzijlia là chi thực vật có hoa trong họ Aizoaceae.